# Melitaea immodulata
Melitaea immodulata är en fjärilsart som beskrevs av Leo Andrejewitsch Sheljuzhko 1929. Melitaea immodulata ingår i släktet Melitaea och familjen praktfjärilar. Inga underarter finns listade i Catalogue of Life.